# بحران انرژی ۱۹۷۹

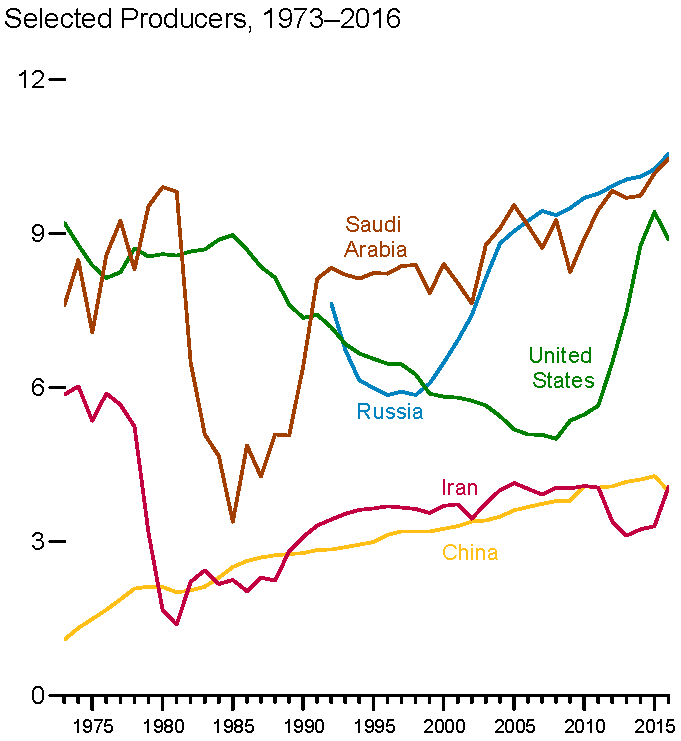
نمودار کشورهای برتر تولیدکننده نفت، سقوط تولید نفت ایران در سال‌های انقلاب در تصویر مشخص است

بحران انرژی سال ۱۹۷۹ یا دومین بحران نفتی در ایالات متحده آمریکا در نتیجه کاهش تولید نفت پس از وقوع انقلاب اسلامی ایران رخ داد. به رغم این که منابع نفت جهانی تنها حدود ۴٪ کاهش یافت، وحشت گسترده باعث شد قیمت نفت بسیار بالاتر برود. قیمت نفت خام به ۳۹٫۵۰ دلار در هر بشکه طی ۱۲ ماه افزایش یافت و صف‌های طولانی یکبار دیگر در پمپ بنزین‌ها ظاهر شد، همانند بحران نفتی سال ۱۹۷۳ سیاست جهانی و توازن قدرت بار دیگر تحت تأثیر قرار گرفت و اوپک تأثیر خود را از دست داد. در ۱۹۸۰، به دنبال جنگ ایران و عراق، تولید نفت در ایران تقریباً متوقف شد و تولید نفت در عراق نیز بسیار کاهش یافت. با این وجود، پس از ۱۹۸۰ میلادی، قیمت‌های نفت بتدریج آغاز به نزول بیست ساله کرد و در نهایت در سال‌های دهه ۹۰ تا ۶۰٪ دچار افت قیمت شد. صادرکنندگان بزرگ نفت مثل مکزیک، نیجریه و ونزوئلا، بر تولید نفت خود افزودند. اتحاد جماهیر شوروی نیز تبدیل به تولیدکننده برتر نفت، در جهان شد. نفت دریای شمال و آلاسکا نیز به سمت بازار سرازیر شد. بحران اقتصادی سال‌های دهه ۸۰ آمریکا باعث شد که قیمت نفت تا میانه‌های دهه ۸۰ به شرایط پیش از بحران برنگردد.

## ایران
در نوامبر ۱۹۷۸ میلادی، اعتصاب حدود ۳۷۰۰۰ نفر از کارگران و کارمندان صنعت نفت در ایران، سبب شد که تولید نفت ایران از حدود ۶ میلیون بشکه در روز به حدود ۱٫۵ میلیون بشکه در روز برسد. همچنین بخش قابل توجهی از کارگران خارجی (از جمله کارگران ماهر نفتی) خاک ایران را ترک کردند. کاهش شدید تولید نفت ایران، سبب تعلیق صادرات نفت ایران شد. با اوج گرفتن اعتصاب‌ها و اعتراضات مردم ایران، محمدرضا پهلوی در ژانویه ۱۹۷۹ میلادی، خاک ایران را برای همیشه ترک کرد و روح‌الله خمینی بسیار زود رهبر جدید ایران شد.

## تأثیرات

### دیگر اعضا اپک
افزایش در قیمت نفت به نفع سایر اعضا اپک بود. وقتی کارشناسان نفت تحت دولت جدید ایران سپس کار خود را از سر گرفتند، قیمت‌ها بالا رفت. عربستان سعودی و سایر کشورهای عضو اپک تحت ریاست دکتر مانا الطیبی تولید را برای جبران کاهش افزایش داد، و ضرر کلی در تولید حدود ۴ درصد بود.
اپک از حفظ موقعیت برجسته خود بازماند، و در سال ۱۹۸۱ تولید بواسطه موقعیت سایر کشورها کم شد. بعلاوه، کشورهای عضو در بین خودشان دو دسته شدند. عربستان سعودی «تولیدکننده نوسانی» سعی کرد تا سهم بازار را به دست گیرد، تولید را افزایش داد و باعث فشار نزولی بر قیمت‌ها شد، این کار تسهیلات پرهزینه تولید نفت را کم سود یا حتی بی سود کرد.

### ایالات متحده
بحران نفتی تأثیرات مختلطی در ایالات متحده داشت، چون برخی بخش‌ها مناطق تولیدکننده نفت بودند و برخی بخش‌ها مناطق مصرف‌کننده نفت بودند. ریچارد نیکسون کنترل‌های قیمت را بر نفت داخلی وضع کرد. کنترل گازوئیل لغو شد اما کنترل بر نفت داخلی آمریکا باقی ماند.
دولت جیمی کارتر مقررات زدایی مرحله‌ای قیمت‌های نفت را در ۵ آوریل ۱۹۷۹ آغاز کرد وقتی که میانگین قیمت نفت خام ۲۵٫۸۵ دلار آمریکا در هر بشکه بود. با آغاز انقلاب ایران، قیمت نفت خام به ۳۹٫۵۰ دلار در هر بشکه تا ۱۲ سال بعد افزایش یافت (بالاترین قیمت واقعی نفت تا ۷ مارس ۲۰۰۸).
مقررات زدایی کنترل‌های قیمت نفت داخلی به آمریکا اجازه داد تا خروجی خود را از میدان‌های بزرگ خلیج پرودهو افزایش دهد، درحالیکه واردات به شدت کاهش یافت؛ و هرچند ارتباط مستقیمی نداشت، فاجعه نزدیک در جزیره تری م ایل در ۲۸ مارس ۱۹۷۹ نیز پریشانی را در مورد سیاست و قابلیت دسترسی انرژی بالا برد.
به علت خاطرات کمبود نفت در ۱۹۷۳، خودرو سازان بسیار زود خرید وحشت‌انگیزی را آغاز کردند، و خطوط طولانی صف در پمپ بنزین‌ها ظاهر شد و آن‌ها شش سال پیش در طول بحران نفتی ۱۹۷۳ کار خود را آغاز کردند.
از آنجایی که میانگین مصرف خودرو بین دو تا سه لیتر بنزین کاهش یافت (حدود ۰٫۵–۰٫۸ بشکه)، برآورد می‌شد که امریکایی‌ها بیش از ۱۵۰ هزار بشکه نفت را در خطوط طولانی پمپ بنزین هدر می‌دادند.
در طول این دوره، بیشتر مردم معتقد بودند شرکت‌های نفتی به‌طور ساختگی کمبود نفت را ایجاد کردند تا قیمت‌ها را بالا ببرند، نه اینکه عواملی فراتر از کنترل انسان یا کنترل قیمت خود آمریکا در کار باشد. حجم نفت فروخته شده در ایالات متحده در ۱۹۷۹ تنها ۳٫۵ درصد کمتر از رکورد ثبت‌شده برای فروش نفت سال پیش بود.
نظرسنجی تلفنی از ۱۶۰۰ آمریکایی توسط مطبوعات مرتبط و اخبار ان‌بی‌سی نیوز که در می ۱۹۷۹ منتشر شد نشان داد که فقط ۳۷ درصد امریکایی‌ها کمبود انرژی را واقعی می‌دانستند، ۹ درصد مطمئن نبودند، و ۵۴ درصد کمبود انرژی را شوخی فریب‌آمیز می‌دانستند.
بیشتر سیاست‌مداران سهمیه‌بندی بنزین را پیشنهاد دادند؛ یکی از طرفداران هری هافس، حاکم مریلند بود که سهمیه‌بندی زوج-فرد را پیشنهاد داد (تنها افرادی با مجوز شماره‌گذاری شده فرد می‌توانست در روز فرد بنزین بخرد)، همچنان که در طول بحران نفتی ۱۹۷۳ استفاده می‌شد. چندین ایالت- در واقع سهمیه بندی زوج-فرد بنزین را اجرا کردند ازجمله کالیفرنیا، پنسیلوانیا، نیویورک، نیوجرسی، تگزاس. کوپن‌ها برای سهمیه‌بندی گازوئیل چاپ شد اما هرگز در طول بحران ۱۹۷۹ استفاده نشد.
در ۱۵ ژوئیه، رئیس‌جمهور کارتر طرح‌هایش را برای کاهش واردات نفت و بهبود راندمان انرژی در سخنرانی «بحران اعتماد» مطرح کرد (گاهی به عنوان سخنرانی «ناراحتی» شناخته می‌شود). اغلب گفته می‌شود که در طول این سخنرانی، کارتر ژاکت پوشید (در واقع او پیراهن آبی پوشید) و شهروندان را ترغیب کرد تا بیشترین تلاش‌شان را برای کاهش مصرف انرژی به کار بندند. او از پیش‌پنل‌های اب گرم خورشیدی را در سقف کاخ سفید نصب کرد و اجاق گاز هیزمی را در محل‌های زندگی. با این وجود، پنل‌ها در ۱۹۸۶ که برای نگهداری سقف در طول دولت جانشین وی رونالد ریگان اعلام می‌شد، برداشته شدند.
سخنرانی کارتر بحران نفتی را «معادل اخلاقی جنگ» استدلال می‌کرد. منتقدان آن زمان و منتقدان کنونی استدلال کردند طرح‌های پیشنهادی وی شرایط را بدتر کرد، نه بهتر. چند ماه بعد در ژانویه ۱۹۸۰ کارتر، اصول کارتر را صادر کرد که اعلام می‌کرد هر نوع تداخلی با منافع نفت آمریکا در خلیج فارس حمله به منافع حیاتی ایالات متحده محسوب می‌شود.
به علاوه، به عنوان بخشی از این تلاش‌های اجرایی در مقررات زدایی، کارتر حذف کنترل‌های قیمت را پیشنهاد داد که توسط دولت ریچارد نیکسون پیش‌تر در بحران ۱۹۷۳ وضع شده بود. کاتر با برداشتن کنترل‌های قیمت در چند فاز توافق کرد؛ آن‌ها نهایتاً تحت دولت ریگان در سال ۱۹۸۱ این قانون را برداشتند. کارتر گفته بود مالیات بالایی بر شرکت‌های نفتی وضع می‌کند. درحالیکه قیمت تنظیم شده نفت داخلی ۶ دلار در هر بشکه باقی ماند، قیمت بازار ۳۰ دلار بود.
در سال ۱۹۸۰، دولت آمریکا شرکت سوخت‌های ترکیبی را برای تولید سوخت جایگزین با سوخت‌های فسیلی وارد شده تأسیس کرد.

### وصله نفت
وقتی قیمت نفت خام وست تگزاز اینترمدیت ۲۵۰ درصد بین ۱۹۷۸ و ۱۹۸۰ افزایش یافت، حوزه‌های تولیدکننده نفت تگزاس، اکلاهاما، کلرادو، وایومینگ و آلاسکا رونق اقتصادی و ریزش جمعیت را تجربه کردند.

### اقتصاد سوخت خودرو
همزمان، سه خودروسازی بزرگ آمریکا (فورد، کریسلر، جنرال موتورز) در حال بازار یابی خودروهای کامل کوچک شده مثل شورلت کاپرایس، فورد ال تی دی کراون ویکتوریا و دوگت اس تی بودند. رایس که الزامات تصویب شده ۱۹۷۸ اقتصاد سوخت CAFE را محقق ساخت. واکنش دیترویت به محبوبیت روبه رشد کمپکت‌های وارد شده مثل تویوتا کرلا و فولکس واگن، استیشن شورلت، و فرد فاریمت بود؛ شرکت فورد، فورد پینتو را جایگزین فورد اسکرت و کریسلر کرد، در شرف ورشکستگی دگ اریس کا را معرفی کرد. جنرال موتورز از واکنش‌های بازار به استیشن ناخرسند بود و شورلت کرسیکا و شورلت برتا را در سال ۱۹۸۷ معرفی کرد که فروش بهتری داشت. جنرال موتورز شورلت منزا را نیز جایگزین کرد، ۱۹۸۲ شورلت کاوالیر را معرفی کرد که استقبال بهتری داشت. فورد رد بازار مشابه فرمنت را تجربه کرد، و خودرو چهار چرخ فورد تمپو را در سال ۱۹۸۴ معرفی کرد. چکر موتور که بخاطر مارتن نمادین برای ناوگان تاکسی رانی معروف بود، دست از تولید خود در سال ۱۹۸۲ برداشت. موتورز آمریکا، آخرین تولیدکننده مستقل خارجی وارد فعالیت اقتصادی مشترک با رنو شد که خودروهای بازار انبوه خود را در راستای خط تولید باقی‌مانده AMC به فروش رسند که فروش شان از زمان سود دهی بخش جیپ کاهش یافته بود، به ویژه با معرفی ماشین اسپورت ایکس جی که به از بین رفتن شرکت انجامید و پریشانی‌های مالی با مشارکت رنو به سلطنت آن پایان داد- که رنو مالکیت 100% AMC را در سال ۱۹۸۲ تا اواخر ۱۹۸۶ به دست گرفت وقتی که آن‌ها سهامAMC را به شرکت کریسلر فروختند- سپس آن‌ها AMC را در اواخر ۱۹۸۷ جذب کردند که بخش جیپ هم‌اکنون بخشی از کریسلر است (خودروهای کنونی FCA).
دیترویت برای افزایش ناگهانی در قیمت‌های سوخت، و برندهای وارد شده خوب آماده نبود (اولاً علامت‌های آسیایی که به‌طور انبوه بازاریابی می‌شدند و هزینه ساخت کمتری در مقایسه با برندهای انگلیسی و آلمان غربی داشتند-افزایش ارزش دچت مارک و پوند انگلیس به تحولی در افزایش تولیدکنندگان ژاپنی منتج شد که محصول خود را از ژاپن با هزینه کمتر صادر می‌کردند) در آن زمان به‌طور گسترده در آمریکا موجود بود و پایه مشتری سلطنتی را توسعه داده بود- سه خودرو ساز بزرگ ژاپنی رقابت‌های تبلیغاتی شان را آغاز کردند (هوندا باًما ان را ساده می‌کنیم، تاگلین و داتسن با شعار "ما پیش می‌بریم" و تویوتا با "اوه چه احساسی") مشتریان سنتی سه خودرو ساز بزرگ را ربودند. یک سال پس از انقلاب ۱۹۷۹ ایران، خودروسازان ژاپنی با سرکوب تولید دیترویت به نخستین تولیدکننده در جهان تبدیل شدند. صادرکنندگان ژاپن پس از سلطه بر بازار، تولیدکنندگان اروپایی را نیز کنار زدند-برخی اعلام ورشکستگی کردند یا از بازار آمریکا خارج شدند، به ویژه در سایه بازار خاکستری خودروها یا ناتوانی خودرو در تحقق الزامات DOT(از الزامات تشعشع تا نور خودرو). بیشتر برندهای وارداتی از تکنولوژی‌های ذخیره سوخت مثل تزریق سوخت یا موتورهای چند دریچه‌ای نسبت به استفاده رایج از کاربراتورها بهره‌مند می‌شدند. همچنین، برندهای وارداتی از اصول اخلاقی تجارت نواورانه‌شان استفاده می‌کردند مثل سیستم صورت اموال درست به موقع اما دولت آمریکا شرایطی را وضع کرد که برندهای ژاپنی (سپس به کره جنوبی و اروپا نیز تعمیم یافت) آغاز به برونسپاری عملیات شان با افتتاح واحدهای صنعتی مونتاژ در ایالات متحده (بویژه آمریکا جنوبی که خودروسازان داخلی شرایط مساعدی با اتحادیه‌های کارگری از ایالت‌های راست بلت نداشتند)، کانادا و مکزیک کنند تا خودروها و کامیون‌های سبک شان را در آنجا بسازند. برندهای وارداتی نیز با قوانین محلی تألیف شد که خودرو وارداتی باید درصدی از اجزاء خودرو ساخته شده از آمریکا، کانادا یا مکزیک را (پیش از تأسیس نَفتا) داشته باشد و قانون برچسب زنی خودرو آمریکایی ۱۹۹۴ که درصدی از بخش‌های خودرو چاپ شده در استیکر خودرو فروخته شده از طریق دلال را الزامی می‌کرد. این شرایط واردات خودرو سازان ژاپنی را ترغیب به واردات حجم محدودی از خودروها کرد اما مطابق با وضع محدودیت‌های صادرات داوطلبانه ۱۹۸۱ دولت آمریکا، خودروسازان علامت‌های تجملی مربوطه را تثبیت کردند اما با کسب اجازه از سازندگان اصلی شان (هوندا، تویوتا، نیسان). بخش کادیلات جنرال موتورز واحد صنعتی نیروی V8-6-4 (نمونه اولیه مدیریت سوخت فعال روز-مدرن یا جابجایی متغیر) را آزمایش کرد که یک شکست در بازار بود. با این حال، اقتصاد کلی سوخت افزایش یافت که یک عامل منتهی به اشباع متعاقب نفت دهه ۱۹۸۰ بود.